# Norilsk
Norilsk (en russe : Норильск) est une ville industrielle du kraï de Krasnoïarsk, en Russie. C’est la plus grande ville de la région derrière Krasnoïarsk.
Située au nord du cercle polaire arctique, elle est considérée comme la ville de plus de 100 000 habitants la plus septentrionale du monde — mais aussi comptant parmi les plus polluées.
Lieu de détention, Norilsk a été fondée parallèlement au Norillag, une branche du Goulag. Elle ne peut être atteinte que par avion ou par bateau, en été, par le fleuve Ienisseï. Une voie de chemin de fer de 80 km relie Norilsk au port de Doudinka, sur l'Ienisseï.
Depuis 2016, la population de Norilsk ne cesse d'augmenter. En 2017, pour la première fois, les migrations vers la ville dépassent les sorties. En 2018, selon Krasnoïarskstat[pas clair], la croissance naturelle de la population s'élève à 1357 personnes : 2381 personnes sont nées, 1024 personnes sont décédées. Sa population s'élevait à 182 701 habitants en 2021.

## Histoire

### Période pré-stalinienne
La fondation de Norilsk est directement liée à l'importance des gisements miniers, principalement de cuivre, de nickel et de platine, qui s'y trouvent, au nord du plateau de Poutorana. C'est surtout dans la deuxième moitié du XIXe siècle que la région est explorée sérieusement, notamment par la famille Sotnikov, qui y découvre de la houille. En 1915, Alexandre Sotnikov et Nikolaï Urvantsev (en) décident de parcourir la zone du bas Ienisseï pour confirmer les espoirs de richesses géologiques.

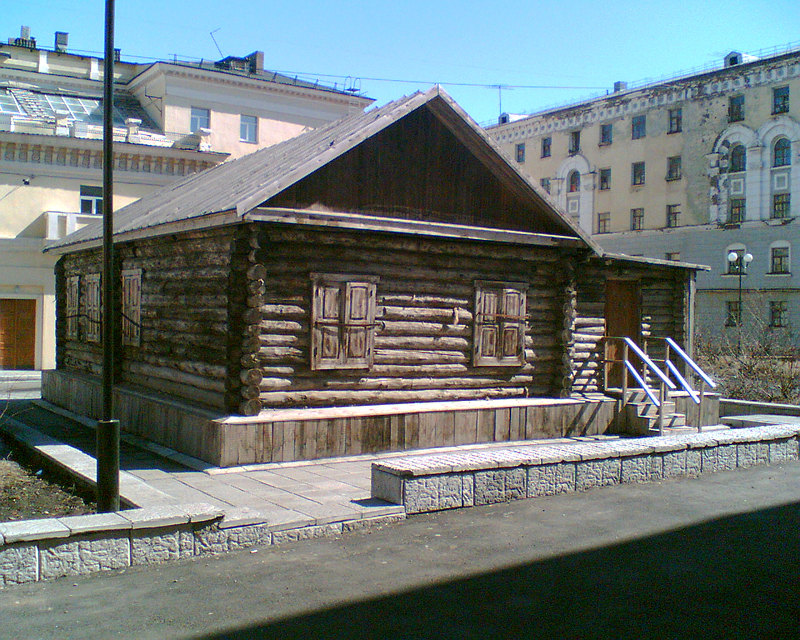
Première maison en rondins de bois construite à Norilsk.

Leurs découvertes comblent largement leurs attentes mais les bouleversements de la Révolution russe vont rapidement les atteindre. Ils sont enrolés dans l'armée blanche de l'amiral Alexandre Koltchak qui contrôle la Sibérie et qui commence à s'intéresser au potentiel stratégique et économique de la région de Norilsk. Sotnikov et Ourvantsev repartent donc dans leurs expéditions du Grand Nord sibérien mais à leur retour, les Bolchéviques ont renversé Koltchak et exécutent Sotnikov. Ourvantsev, lui, prend la tête d'une nouvelle expédition qui s'étale sur une bonne partie des années 1920. Il s'installe dans ce qui va devenir Norilsk à l'occasion de plusieurs hivernages, avec la construction des premiers bâtiments rudimentaires, dont une isba qui existe toujours. Surtout, les prospections témoignent toutes de l'immense potentiel géologique et minier du territoire, ce qui vaut à Ourvantsev d'être décoré de l'ordre de Lénine.

### Période stalinienne
Dans les années 1930, la décision de bâtir cette ville-usine est prise par Staline afin d'exploiter ces minerais pour l'Industrie de l'armement. Le dirigeant soviétique souhaite également que l'État s'investisse davantage dans le Grand Nord russe. Il signe en 1935 un décret secret qui fonde le goulag de Norilsk sous le nom de Norillag, où sont dès lors convoyés des prisonniers chargés de sa construction.
Durant les deux décennies suivantes, 500 000 prisonniers (dont le franco-polonais Jacques Rossi) seront contraints d'extraire les matières premières de la région (nickel, cuivre, cobalt et charbon). Ils doivent aussi ériger la cité, que Staline désire d'un esthétisme proche de celui de Leningrad. Évoluant dans un climat glacial particulièrement défavorable et soumis à des restrictions alimentaires, des dizaines de milliers de déportés y meurent. Pendant la Seconde Guerre mondiale, les minerais de Norilsk, alors ville secrète, alimentent l'industrie de guerre soviétique.
Norilsk accède au statut de commune urbaine en 1939 et à celui de ville en 1956.

### Période post-stalinienne
Des déportés protestent contre leurs conditions de vie lors de plusieurs révoltes, mais celles-ci sont durement écrasées. En 1953, la mort de Staline conduit à l'abandon du travail forcé. En 1956, Norilsk cesse d'être un goulag mais conserve certaines restrictions d'accès. Le camp est supprimé mais les anciens prisonniers doivent être remplacés pour que le minerai nécessaire à l'industrie nationale continue d'être extrait. En dépit de la rigueur du climat et de l'éloignement de Norilsk, une politique de séduction à l'égard des travailleurs volontaires est alors lancée, vantant des salaires plus élevés que dans le reste du pays, des billets d'avions gratuits ou encore des infrastructures publiques de meilleure qualité.
Après la dislocation de l'URSS, le combinat devient l'entreprise Norilsk Nickel. Deux décennies et demi plus tard, il s'agit du premier producteur mondial de nickel (17 %) et de palladium (41 %), soit 2 % du PNB russe.
Au XXIe siècle, la logique n'est plus d'y fixer les populations, et Norilsk Nickel a surtout recours à des travailleurs temporaires. Aussi la population de la ville a fortement diminué depuis la fin de l'URSS.
En 2005, la ville de Norilsk s'est agrandie en annexant trois villes-satellites :
- Talnah (en russe : Талнах) : située à 20 km à l'est de Norilsk, elle comptait 58 654 habitants en 2002, avant de connaître une chute démographique qui la porta à 47 216 habitants en 2021[7] ; le gisement de nickel-cuivre-palladium de Norilsk-Talnakh est le plus grand du monde ;
- Kaïerkan (Кайеркан) : située à 25 km au nord de Norilsk, 27 100 habitants en 2002 ;
- Snejnogorsk (Снежногорск) : située à 160 km au sud-ouest de Norilsk, 1 306 habitants en 2002 .

Cette extension a fait bondir le chiffre de la population de Norilsk de 132 000 à 213 000 habitants, sans ralentir le déclin démographique de la ville, dans ses nouvelles limites administratives.
Ayant encore le statut de ville fermée, Norilsk est d'accès réglementé.
Le 29 mai 2020, l'effondrement d'un réservoir de stockage de carburant provoque un déversement de 21 000 mètres cubes de diesel dans les rivières locales.

## Économie

### Économie urbaine, nationale et mondiale
L'extraction du nickel, du cuivre, du cobalt et du charbon, la métallurgie et les centrales thermiques et hydroélectriques, constituent l'activité principale de la ville. La mine de nickel est l'une des plus importantes de la cité. Le complexe sidérurgique et minier de Norilsk est le premier du monde.

### Complexe sidérurgique et minier
En 2015, le complexe compte six mines souterraines, d'une profondeur comprise entre -450 et −2 050 mètres. Ses galeries forment un réseau d'au total 800 km de longueur. Situé à 12 km du centre-ville, il est en activité nuit et jour, toute l'année, quelles que soient les conditions climatiques.

## Environnement
Chaque année, plus de 2 millions de tonnes de gaz (dioxyde de soufre, oxyde d'azote, carbone et phénols) sont rejetés dans l'atmosphère, Norilsk et son complexe industriel polluent autant que toute la France. C'est pourquoi elle est considérée en 2015 comme la 7e ville la plus polluée du monde,.

### Écosystème
Autour de Norilsk, 100 000 hectares de toundra ont été détruits par des pluies acides et des gaz toxiques, au point que l'herbe n'y pousse plus. L'été, beaucoup de baies sauvages et de champignons portent des traces de métaux lourds. Les habitants sont contraints de les faire bouillir s'ils veulent les consommer . Il n'y a presque plus aucune végétation dans un rayon de trente kilomètres autour de la fonderie de Norilsk.
Contrairement aux immeubles du centre-ville de meilleure qualité, surnommées les « maisons de Staline », des bâtiments plus récents reposent directement sur le permafrost, gelé depuis des siècles. Les conduites d'eau et de chauffage en mauvais état entrainent alors la fonte progressive du sol, affaissant de nombreux édifices et libérant du méthane.
En 2016, l'eau de nettoyage d'une canalisation fuit dans la nature et provoque la coloration en rouge de la rivière Doldykane.
Le 29 mai 2020, un réservoir de diesel d'une centrale thermique appartenant à une filiale de Norilsk s'effondre, provoquant la fuite de 20 000 tonnes d'hydrocarbures. Les responsables tardent à réagir, mais la nouvelle de la pollution se répand sur les réseaux sociaux et l'état d'urgence est déclaré le 3 juin. L'effondrement semble avoir été causé par la fonte du pergélisol. Le non respect des normes de sécurité par Norilsk Nickel a eu pour conséquence l'écoulement du diesel dans la rivière Ambarnaïa. En 2021, Norilsk Nickel est condamnée à une amende de 146,2 milliards de roubles, soit environ 1,6 milliard d'euros,.

### Initiatives pour lutter contre la pollution
La fermeture de l'usine de nickel en juin 2016 a constitué un pas important vers l'amélioration de la situation environnementale de la ville, et a permis de réduire les émissions annuelles de polluants de l'usine d'environ 400 000 tonnes.
Norilsk Nickel a déclaré que les émissions totales de ses activités en Russie étaient inférieures de 6 % en 2016 par rapport à 2015, principalement grâce à l'arrêt de la fonderie. Après l'achèvement d'un projet de grande envergure visant à moderniser le concentrateur de Talnakh, la capacité de l'entreprise a augmenté de plus de 30 %, passant de 7,6 à 10,2 millions de tonnes de minerai par an. En plus d'atteindre des taux de production plus élevés, l'objectif de la modernisation était également de réduire l'impact négatif sur l'environnement en augmentant la récupération du soufre du minerai aux résidus.
En 2017, Norilsk Nickel a annoncé avoir investi 14 milliards de dollars dans un important programme de développement visant à réduire les émissions de dioxyde de soufre à Norilsk de 75 % d'ici 2023, en prenant 2015 comme année de référence. L'une des plus grandes mesures prises pour lutter contre la pollution a été la fermeture de l'ancienne fonderie de Nornickel à Norilsk, principale source d'émissions de SO2[pas clair] dans les limites de la ville depuis 1942.
En 2018, Norilsk Nickel a annoncé le projet Sulfur, qui comprend la modernisation de l'usine de cuivre, située dans la ville, et la délocalisation de la production de cuivre blister vers l'usine de Nadezhda, en dehors de la ville. Le complexe de sport et de divertissement Arena de Norilsk dispose d'une salle d'exposition où l'on peut consulter des informations sur le programme Sulfur et les autres projets environnementaux de Norilsk Nickel.
En 2021, le projet Clean Norilsk a été lancé, avec le soutien du ministre fédéral des Ressources naturelles et de l'Écologie, Alexander Kozlov. L'objectif de cette initiative est de démolir environ 500 bâtiments et structures abandonnés, et d'éliminer environ 2 millions de mètres carrés de déchets industriels. Le projet Clean Norilsk a été inclus dans le programme environnemental national Clean Arctic.

### Santé publique
La pollution a des effets graves : la population souffre davantage de problèmes respiratoires ou dermatologiques, en particulier les enfants, si bien que l'espérance de vie y est de seulement 60 ans.

## Urbanisme

### Sécurité
La ville a été conçue pour protéger ses habitants des rigueurs du climat. Les passages étroits entre les bâtiments font office de refuges en cas de blizzard. Les inscriptions des numéros sur les immeubles sont surdimensionnées pour faciliter le repérage en cas de tempêtes.

### Dégradation
En 2015, 7 % des immeubles de la ville sont insalubres, et certains s'émiettent, mais près de 1 200 familles y vivent toujours.

## Population
Recensements (*) ou estimations de la population :
| 1939*  | 1959*   | 1962    | 1967    | 1970*   | 1974    | 1975    | 1979*   | 1982    | 1985    |
| ------ | ------- | ------- | ------- | ------- | ------- | ------- | ------- | ------- | ------- |
| 13 886 | 109 442 | 117 000 | 129 000 | 135 487 | 156 000 | 167 000 | 180 358 | 183 000 | 185 000 |

| 1986    | 1989*   | 1990    | 1991    | 1992    | 1993    | 1994    | 1995    | 1996    | 1997    |
| ------- | ------- | ------- | ------- | ------- | ------- | ------- | ------- | ------- | ------- |
| 181 000 | 174 673 | 178 000 | 174 000 | 171 000 | 172 000 | 169 000 | 164 000 | 161 000 | 160 000 |

| 1998    | 1999    | 2000    | 2001    | 2002*   | 2003    | 2004    | 2005    | 2006    | 2007    |
| ------- | ------- | ------- | ------- | ------- | ------- | ------- | ------- | ------- | ------- |
| 156 000 | 152 000 | 146 000 | 143 100 | 134 832 | 134 800 | 133 000 | 131 900 | 213 200 | 209 000 |

| 2008    | 2009    | 2010*   | 2011    | 2012    | 2013    | 2014    | 2015    | 2016    | 2017    |
| ------- | ------- | ------- | ------- | ------- | ------- | ------- | ------- | ------- | ------- |
| 206 000 | 203 930 | 175 365 | 175 400 | 177 273 | 177 738 | 176 559 | 176 251 | 177 428 | 178 018 |

| 2018    | 2019    | 2020    | 2021    | - | - | - | - | - | - |
| ------- | ------- | ------- | ------- | - | - | - | - | - | - |
| 179 554 | 180 976 | 181 830 | 182 701 | - | - | - | - | - | - |

## Climat

Diagramme climatique de Norilsk.

En hiver, les températures peuvent tomber jusqu'à −50 °C et les rafales de vent peuvent atteindre 100 km/h.
En été, les températures peuvent atteindre entre 20 et 30 °C.
- Nombre moyen de jours avec de la neige dans l'année : 250 à 270.
- Nombre moyen de jours avec tempête de neige dans l'année : 130.

| Mois                              | jan.  | fév.  | mars  | avril | mai   | juin | jui. | août | sep. | oct.  | nov.  | déc.  | année |
| --------------------------------- | ----- | ----- | ----- | ----- | ----- | ---- | ---- | ---- | ---- | ----- | ----- | ----- | ----- |
| Température minimale moyenne (°C) | −30,7 | −31   | −26,4 | −18,5 | −8,4  | 3,4  | 10   | 7,6  | 1,2  | −12,5 | −23,9 | −28,9 | −13,4 |
| Température moyenne (°C)          | −26,9 | −27,2 | −21,9 | −13,9 | −4,8  | 7    | 14,3 | 11,4 | 4    | −9,5  | −20,2 | −25,1 | −9,6  |
| Température maximale moyenne (°C) | −23,6 | −23,9 | −18,4 | −10   | −1,7  | 10,4 | 18,2 | 15   | 6,9  | −6,7  | −16,9 | −21,6 | −6,2  |
| Record de froid (°C)              | −53,1 | −52   | −46,1 | −38,7 | −26,8 | −9,8 | 0,4  | −1   | −14  | −36   | −43,1 | −51   | −53,1 |
| Record de chaleur (°C)            | −3    | −2    | 7,4   | 10,5  | 22,8  | 30,4 | 32   | 28,7 | 21,6 | 16,1  | 3,1   | −1    | 31    |
| Précipitations (mm)               | 17,6  | 16,1  | 28,4  | 21,1  | 24    | 34,4 | 32,4 | 52,2 | 26   | 35,9  | 30,8  | 22,1  | 341   |

| Diagramme climatique                                  |              |                |              |            |             |            |           |          |               |                |                |
| J                                                     | F            | M              | A            | M          | J           | J          | A         | S        | O             | N              | D              |
| −23,6−30,717,6                                        | −23,9−3116,1 | −18,4−26,428,4 | −10−18,521,1 | −1,7−8,424 | 10,43,434,4 | 18,21032,4 | 157,652,2 | 6,91,226 | −6,7−12,535,9 | −16,9−23,930,8 | −21,6−28,922,1 |
| Moyennes : • Temp. maxi et mini °C • Précipitation mm |              |                |              |            |             |            |           |          |               |                |                |

Comme dans les autres pays nordiques, la latitude élevée de Norilsk engendre une importante différence de lumière de jour entre l'hiver et l'été (nuit polaire de novembre à janvier, soleil presque jamais couché durant l'été).
Les journées sont plus courtes au solstice d'hiver :
|                 | Janvier | Février | Mars | Avril | Mai  | Juin | Juillet | Août | Septembre | Octobre | Novembre | Décembre | Année |
| --------------- | ------- | ------- | ---- | ----- | ---- | ---- | ------- | ---- | --------- | ------- | -------- | -------- | ----- |
| Nombre d'heures | 2       | 8,6     | 12,8 | 18    | 23,2 | 24   | 23,2    | 20   | 14,3      | 10      | 5        | 0        | 13,6  |

## Culture

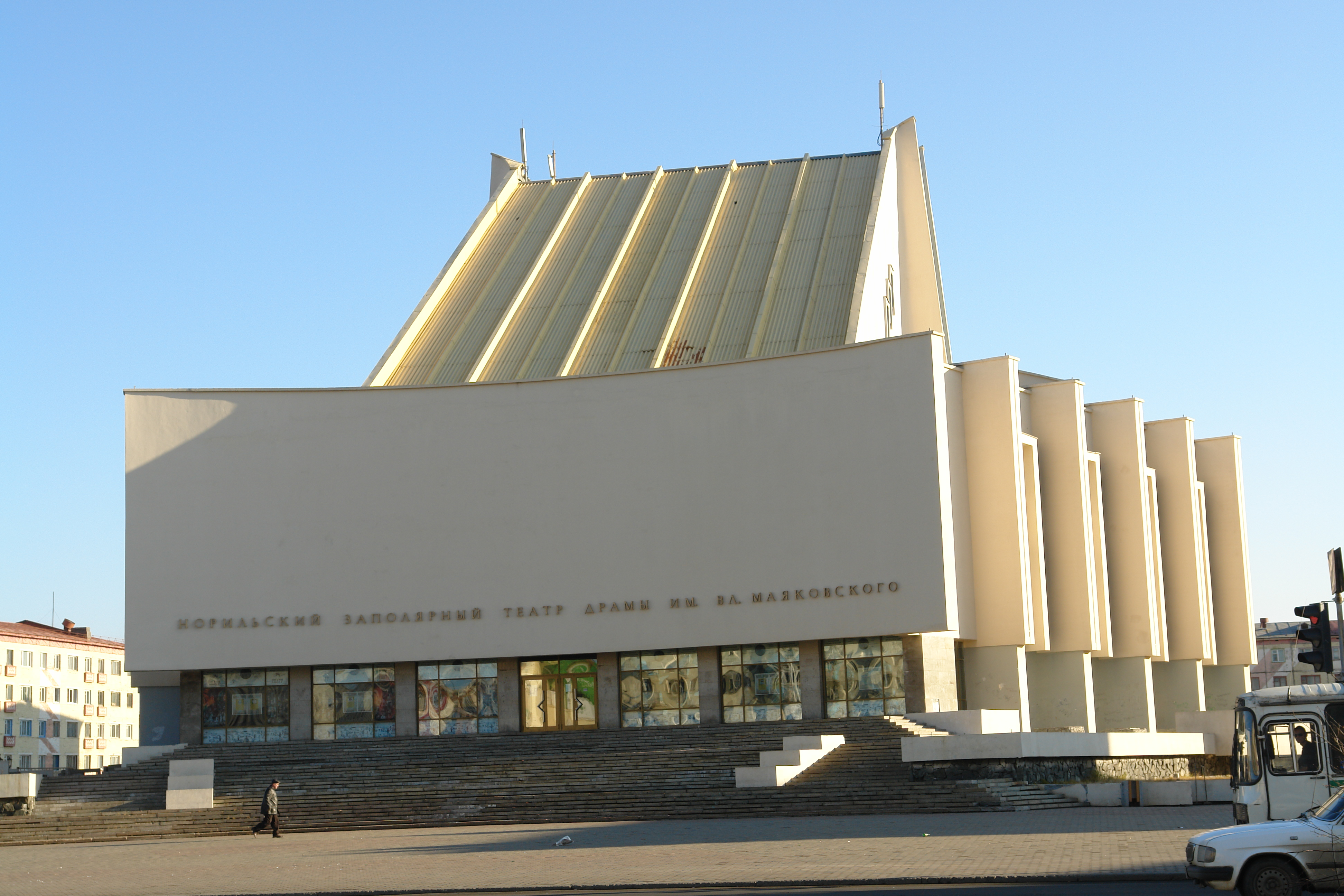
Le théâtre dramatique Maïakovski de Norilsk.

### Jeunesse
Une fois par mois, les jeunes de la ville se réunissent à la discothèque « Mekhanika ». C'est la seule opportunité, pour eux, de se rencontrer et de danser sur de la musique moderne.

### Religion
Fin janvier, les habitants ont pour coutume de célébrer la fête de la Théophanie (l'Épiphanie orthodoxe) par un bain des fidèles dans le lac de Norilsk. Une tradition qui réunit de nombreux habitants.
La mosquée Nord Kamal de Norilsk est répertoriée dans le Livre Guinness des records comme la mosquée la plus septentrionale au monde.

### Littérature
Le roman de Philip Carter Le secret des glaces (best-sellers, Robert Laffont, 2013), se déroule en partie à Norilsk.
Le roman de Caryl Férey Lëd (Les Arènes, 2021), se déroule à Norilsk, terrain dont il avait fait la reconnaissance dans son récit Norilsk (Paulsen, 2017).

## Fuseau horaire
Norilsk est réglé à l'heure de Krasnoïarsk. Par rapport à Moscou, Norilsk a quatre heures de plus. Cela correspond à UTC+7 dans le monde, par rapport au méridien de référence.

## Politique

### Structures des organes municipaux de la ville

#### Conseil des députés de Norilsk
Début du mandat : 11 septembre 2022. Durée du mandat : cinq ans. Président : Alexandre Pestriakov.

#### Maire de Norilsk
Début du mandat : 27 janvier 2021. Durée du mandat : cinq ans. Président : Dmitri Karasev (ru).

#### Assemblée législative du territoire de Krasnoïarsk
Sergei Sizonenko a été élu député de la circonscription n°23 de Taimyr en septembre 2021.

## Sports
- Club de hockey sur glace HK Norilsk.

## Transports

### Transports nationaux

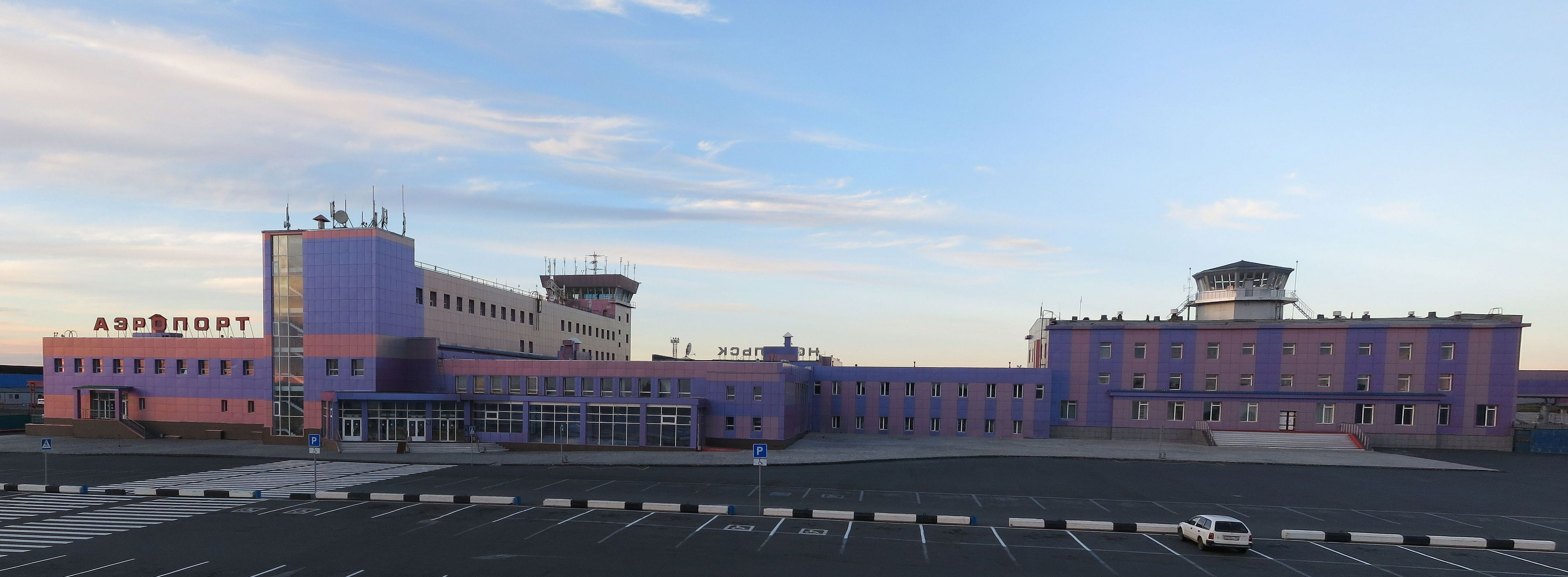
Aéroport de Norilsk.

Aucune autoroute ne parvient à Norilsk. La ville n'est accessible que par voie aérienne ou maritime par le fleuve Ienisseï puis par voie ferroviaire sur 80 km à partir du port de Doudinka.
L'aéroport de Norilsk, Alykel Norilsk (code AITA : NSK), se situe à 40 km de la ville.